# Kartka świąteczna (film)
Kartka świąteczna (ang. The Christmas Card) – amerykański film familijny z 2006 roku. Film znany jest też w Polsce pod alternatywnym tytułem Wesołych świąt, żołnierzu.

## Treść
Cody Cullen jest amerykańskim żołnierzem służącym w Afganistanie. Na Boże Narodzenie dostaje kartkę z życzeniami z małego, malowniczego miasteczka Nevada. Kartka ta wywiera na nim duże wrażenie. Po opuszczeniu służby postanawia odnaleźć osobę, która ją napisała.

## Główne role
- Edward Asner - Luke
- John Haymes Newton - Cody Culle
- Alice Evans – Faith
- Peter Jason - Richard
- Lois Nettleton - Rosie
- Ben Weber - Paul
- Kate Hamon - Selma
- Glorinda Marie - Molly
- Charlie Holliday - Wielebny Ives
- Kurt Johnson - Eric

## Nagrody i nominacje
Nagroda Emmy 2006
- Najlepszy aktor drugoplanowy w miniserialu lub filmie tv - Edward Asner (nominacja)